# Weißer Bouscat

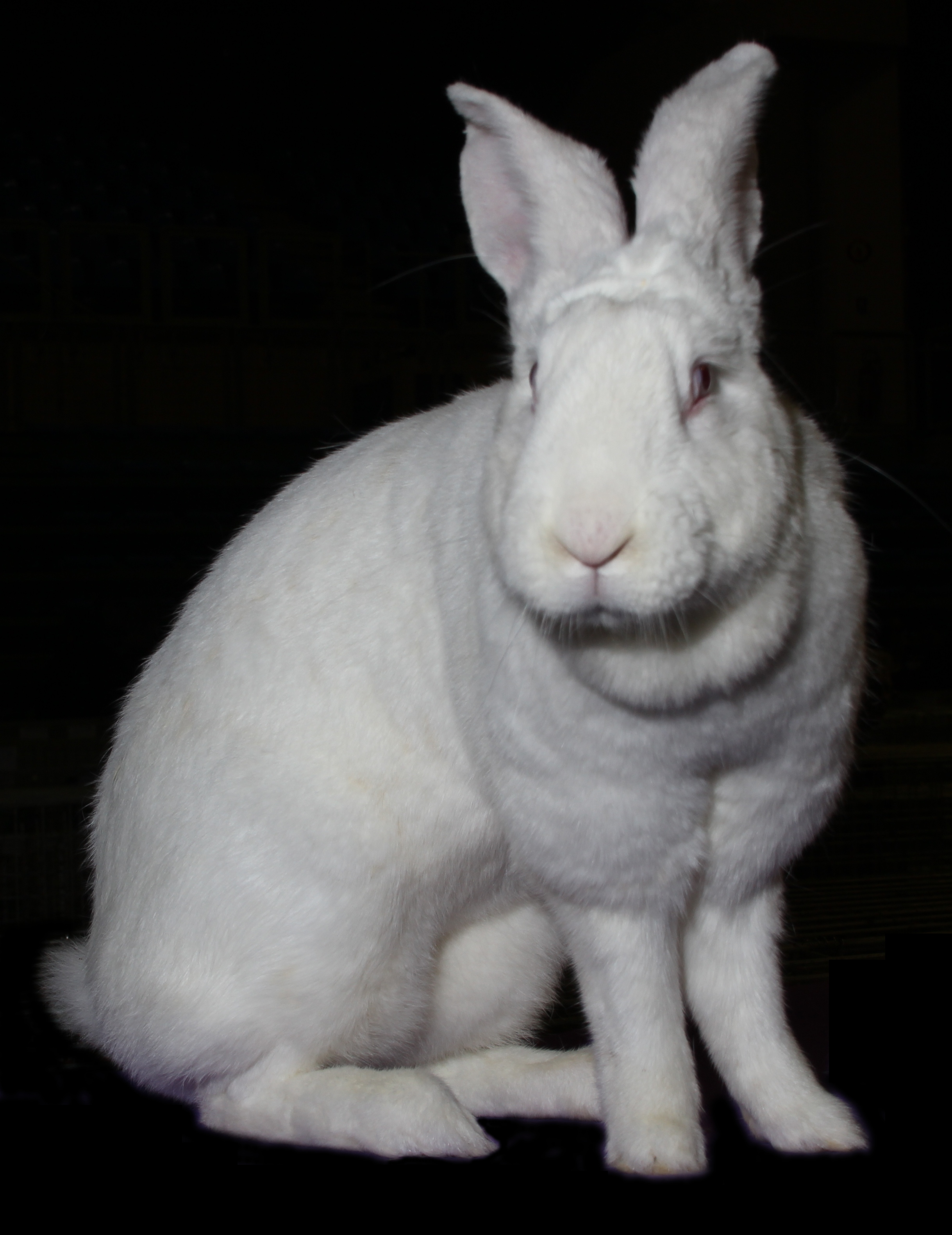
Blanc de Bouscat (franz.)

Die Kaninchenrasse Blanc de Bouscat (franz.), Weißer Bouscat (deut.), auch als Weiße von Bouscat bekannt, ist eine französische Rasse die erstmals vom Züchter Paul Dulon gezüchtet worden ist.

## Geschichte
Sie entstand durch Kreuzungen zwischen weißen Flämischen Riesen, Angorakaninchen und der Rasse Argenté de Champange. Durch das weitere Einkreuzen von Albinos, kam schlussendlich eine weiße Rasse mit roten Augen hervor. Seit dem Jahr 1910 ist sie regelmäßig auf Zuchtausstellungen vertreten. Im Jahre 1924 wurde sie schließlich vom nationalen französischen Kaninchenzüchterverband als eigene Rasse anerkannt. In weiteren europäischen Ländern ist diese Rasse bis heute nur sehr sporadisch vertreten. In den USA ist sie nach wie vor nicht nachgezüchtet worden.

## Aussehen
Die Exemplare der Rasse Blanc de Bouscat haben einen lang gesteckten, nur leicht rundlichen Körperbau mit gewölbtem Rücken. Der Kopf ist kurz und gut proportioniert mit einer gewölbten Nase. Die behaarten Ohren sind 15 bis 18 Zentimeter lang und stehen aufrecht V-förmig. Das Gewicht der Einzeltiere beträgt 5 Kilogramm oder mehr. Das reinweiße Fell soll eine Mindestlänge von 3 Zentimetern nicht unterschreiten. Diese Tiere haben immer eine rote Augenfarbe.

## Charakter
Es sind sehr ruhige Tiere mit einem ausgeglichenen Charakter.